# Erika (schip, 1975)
De Erika was een tanker uit 1975 die op 13 december 1999 voor de zuidkust van Bretagne verging. De tanker was op dat moment 25 jaar oud en had 37.000 ton zware stookolie aan boord, afkomstig uit Duinkerke en bestemd voor Livorno. De tanker was enkelwandig.
De tanker was gecharterd door Total-Fina-Elf van een bedrijf uit Malta, dat onder beheer staat van twee Libanese bedrijven. Daarvan waren de eigenaren niet met zekerheid te achterhalen.
De 26 bemanningsleden werden gered door een helikopter. De tanker brak in tweeën, waardoor in eerste instantie ongeveer 10.000 ton olie vrijkwam, die twee weken later op de kust van Bretagne aanspoelde. Veel vogels, met name zeekoeten, kwamen om. Grote schade werd toegebracht aan het zeeleven en de zeebodem. Later, tussen maart en juli 2000, werd er opnieuw olie uit het wrak gepompt. Begin 2007 bevond zich nog steeds 11.000 ton zware stookolie in de twee delen van het wrak.

## Chronologie van de gebeurtenissen
- woensdag 8 december 1999 - Om 19.45 uur vertrekt de Erika uit Duinkerken op weg naar Milazzo, waarbij bij Algeciras zou moeten worden gestopt om te bunkeren.
- zaterdag 11 december - Om 14.08 uur verstuurt de Erika een noodbericht via de Inmarsat-C met als positie 46°29' N 007°20' W. De weersomstandigheden zijn slecht, westenwind, met windkracht 8 à 9. Het schip bevindt zich ten noorden van de Golf van Biskaje, buiten bereik van de walradar. 's Avonds meldt de kapitein dat er scheuren in het schip zitten. Hij besluit Donges aan te lopen als noodhaven.
- zondag 12 december - Om 5.54 uur volgt een noodbericht, waarin de kapitein hulp vraagt om de bemanning te redden. Het schip ligt 37 km ten zuiden van Penmarc'h. Om 8.08 uur begint het schip te breken en komt er 10.000 ton olie vrij. Om 8.10 uur wordt begonnen de bemanning met behulp van een reddingshelikopter van de Erika af te halen, een operatie die om 10.43 uur voltooid is. Alle 26 bemanningsleden zijn dan veilig van het schip gehaald. Om 16 uur wordt het achterdeel door de Abeille Flandre weggesleept van Belle-Île-en-Mer.
- maandag 13 december - De twee delen van de tanker lekken enigszins.
- woensdag 15 december - Het leegpompen van de tankergedeelten verloopt zeer moeilijk door het slechtere weer, maar ook doordat de pompen regelmatig verstopt raken.
- woensdag 22 december - Sinds het begin van het pompen is 900 ton olie gewonnen.
- zaterdag 25 december - Er is een westerstorm waardoor de olie de kust bereikt, dicht bij Lorient. De minister van de milieubescherming Dominique Voynet verklaart, om de bevolking gerust te stellen, dat "het niet gaat om de ramp van de eeuw".
- Tijdens de zomer van 2000 wordt doorgegaan met het leegpompen van de olie uit de gezonken delen van het schip. In totaal wordt 11 245 ton opgepompt. De vennootschap Total-Fina-Elf, charteraar van het schip, zegt niet verantwoordelijk te zijn voor de ramp.

## Schade
De vervuiling reikt over een afstand van 400 km van de kust van Finistère tot aan Charente-Maritime. Ter vergelijking is de hoeveelheid olie, die vrij is gekomen bij de ramp met de Erika, tien keer minder dan bij de Amoco Cadiz.
Men schat dat er tussen de 150.000 en 300.000 vogels zijn omgekomen. dat is tien keer zoveel als bij de schipbreuk van de Amoco Cadiz, waarvan 80% zeekoeten. Ongeveer 6000 vogels spoelden aan, waarvan 90% niet meer was te redden. Ook Nederlandse en Belgische vogelasiels sprongen bij.
De oesterkwekers werden zwaar getroffen door de ramp, doordat de verkoop van schaaldieren en oesters werd verboden.
De officiële lading van het schip was zware stookolie nr. 2. Een analyse door een Franse vrijwilligersorganisatie, l'Association des Bénévoles d'Erika, laat echter zien dat de lading geen zware stookolie is, maar afval is van een raffinaderij. Het Nederlandse RIVM gaat uit van stookolie nr. 6, waarin zich de kankerverwekkende PAK's bevinden. Volgens de Franse onderzoekscommissie, Commission permanente d'enquête sur les événements de mer, was de lading echter vergelijkbaar en zelfs beter dan normale stookolie, die gebruikt wordt door grote zeeschepen.
Zowel het Franse INERIS, het Institut National de l'Environnement Industriel et des Risques, als het Nederlandse RIVM hebben onderzoek gedaan naar gezondheidsschade bij mensen door de ramp. Met name mensen die vogels hebben schoongemaakt en mensen die de kust hebben gereinigd zijn in contact gekomen met de olie. Het RIVM ging er daarbij van uit dat het ging om zware stookolie nr. 6. Bij het schoonmaken van de kust werd beschermende kleding gedragen. De kans op gezondheidsschade is dan verwaarloosbaar. Het schoonmaken van de vogels gebeurde echter met blote handen. Daarbij kan huidirritatie en eczeem optreden. Dit zijn geen blijvende verschijnselen. Alleen mensen die langdurig met hun handen met deze olie in contact komen hebben kans op huidkanker. De blootstelling van de schoonmakers van vogels was van korte duur, maximaal één maand, waardoor het risico op huidtumoren, die overigens goed te handelen zijn, verwaarloosbaar klein is.

## Proces
Op 12 februari 2007 begon het proces over de ramp. Oliemaatschappij Total is een van de 15 gedaagde partijen. De aanklacht was onder andere dat het bedrijf de vervuiling niet heeft kunnen voorkomen. In totaal waren er 74 eisende partijen in het proces, waaronder de Franse regering, lokale besturen en milieugroepen.
Wie verantwoordelijk was voor de schade was een complexe vraag. Bij het vervoer van een grote partij olie zijn zeer veel partijen betrokken. De oliemaatschappijen, de scheepseigenaar en vaak zijn dat er meer, een chartermaatschappij en een eventuele ondervervoerder. Daarnaast heeft de kapitein natuurlijk de leiding over het schip. Er is een classificatiebureau betrokken bij het schip, dat keuringen van de schepen uitvoert, de vlaggenstaat, de kuststaat, de havenstaatcontrole en de betrokken verzekeringsmaatschappij van het schip. Al deze partijen moeten zich aan allerlei regels houden.

De laatste grote inspectie was gehouden tussen 23 juni en 15 augustus 1998, toen het schip overging van Bureau Veritas naar Registro Italiano Navale (RINA). Hierbij werd een afname van de staaldikte geconstateerd van 14 tot 16% en 25 tot 26% in het voorschip. Vooral het ontbreken van een goede verflaag in de ballasttanks, voormalige ladingtanks, was hier de oorzaak van. Tussen 22 en 24 november werd tijdens een inspectie in Augusta de slechte staat van de ballasttanks bevestigd. Er werden onder andere aanbevelingen gedaan om vóór januari 2000 verdere metingen te doen aan de spanten, ballasttanks en voorpiek en de nodige reparaties uit te voeren.
Dat de eigenaar van de lading, Total, gedaagd wordt, is niet direct logisch, maar wordt gedaan omdat deze veel beter aanspreekbaar is dan de eigenaren van het schip, dat gebruikmaakt van diverse bv's en zodoende moeilijk te achterhalen is. Een ander probleem is dat classificatiebureaus op commerciële basis werken. Als deze te zware eisen gaan stellen, kan de eigenaar van een schip besluiten om over te stappen naar een ander bureau (class-hopping). Voor de vlaggenstaat geldt ook dat er vrij eenvoudig kan worden overgestapt als de eisen niet naar de zin van de eigenaren zijn. Hierbij spelen de verschepers een rol. Zij stellen minimale eisen aan de schepen waarmee ze hun lading verschepen en een betrouwbaar classificatiebureau kan een van de eisen zijn. Verder voeren oliemaatschappijen regelmatig zelf inspecties uit aan boord van tankers, die ze eventueel zouden kunnen gebruiken.
In het vonnis van de Franse rechtbank d.d. 16 januari 2008 is Total-Fina-Elf schuldig bevonden en veroordeeld tot een boete van 375.000 euro, het hoogst mogelijke bedrag, en samen met RINA en de eigenaar Giuseppe Saverse, en zijn manager Antonio Pollara tot een schadevergoeding van 200 miljoen euro.

## Vervolgacties
De ramp heeft ertoe geleid dat de Internationale Maritieme Organisatie (IMO) de eisen voor tankers heeft aangescherpt. Op grond hiervan worden enkelwandige tankers uitgefaseerd. Naar verwachting wordt dit van kracht rond 2015.
Ook de Europese Unie heeft strengere voorwaarden voor olietransport uitgevaardigd. EU-commissaris Loyola de Palacio voor Transport werkt de zogeheten Erika I- en Erika II-maatregelen uit. De Erika I-maatregelen betreffen het uitfaseren van enkelwandige tankers. Erika II draait om betere wetenschappelijke ondersteuning en communicatie, bijvoorbeeld over een eventuele gevaarlijke lading in het schip.